# 相馬助治

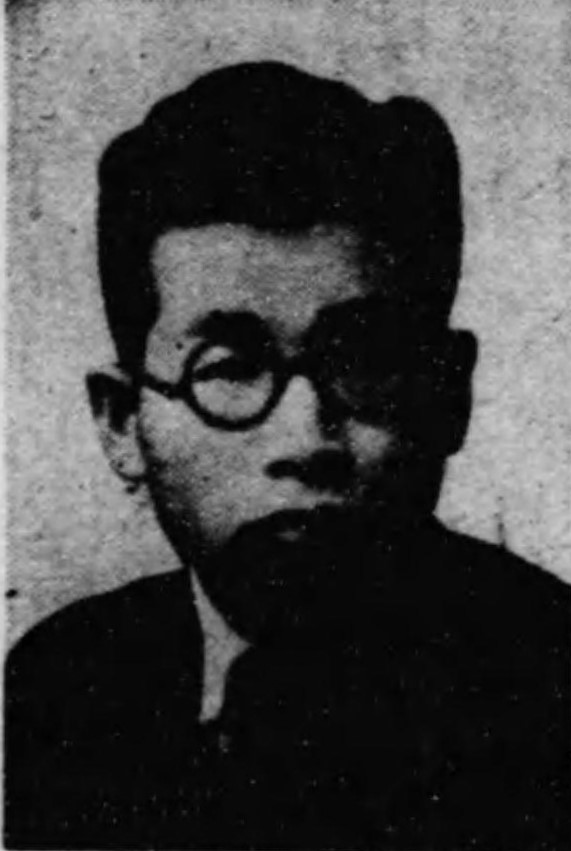
相馬助治

相馬 助治（そうま すけじ、1911年（明治44年）3月20日 – 1984年（昭和59年）10月28日）は、昭和期の教育者、労働運動家、政治家。衆議院議員（1期）、参議院議員（2期）。

## 経歴
栃木県 那須郡芦野町（現那須町芦野）の農家に生まれる。1931年（昭和6年）栃木県師範学校本科を卒業した。
栃木県内の黒磯小学校訓導、大内小学校訓導などを務めた。中等学校教員検定試験に合格し、栃木県立日光高等女学校（現栃木県立日光明峰高等学校）教諭兼書記、同県立今市中学校（現栃木県立今市高等学校）教諭を歴任した。
1946年（昭和21年）栃木県教員組合の結成に参画し初代副委員長に就任。二・一ゼネスト失敗の後の組織再建期に委員長となった。関東地方教職員組合中央委員長、栃木県地方労働委員も務めた。
1947年（昭和22年）4月、第23回衆議院議員総選挙に栃木県第1区から無所属（教組、日本社会党支持）で出馬して当選した。栃木県教育会会長、同県文化振興協会理事長、関東地方教職員組合協議会議長、社会党教育文化部長、同組織部長などを務めた。1949年（昭和24年）1月の第24回総選挙で落選し、衆議院議員に1期在任。1950年（昭和25年）6月の第2回参議院議員通常選挙に栃木県地方区から社会党公認で出馬して当選し、1956年（昭和31年）7月の第4回通常選挙でも当選し、参議院議員に連続2期在任した。この間、参議院文教委員長、社会党文教部長などを務めた。1960年（昭和35年）民主社会党（民社党）の結成に加わり、同党栃木県連会長に就任した。その後、第6回、第7回通常選挙に立候補したがいずれも落選した。
その他、栃木新聞社取締役も務めた。
1981年（昭和56年）春の叙勲で勲二等瑞宝章受章。
1984年（昭和59年）10月28日死去、73歳。死没日をもって従四位に叙される。

## 著作
- 『児童心理とお母様の心構へ』照林堂、1941年。
- 唐沢杉三との共著『子供の見方と躾方』照林堂、1942年。
- 『日本教育の現状：今日の教育から明日の教育へ』三一書房、1957年。